# Floirac (Lot)
Floirac ist eine aus mehreren Weilern und Einzelgehöften bestehende südfranzösische Gemeinde mit 240 Einwohnern (Stand 1. Januar 2022) im Département Lot in der Region Okzitanien.

## Lage
Floirac liegt im Norden des Quercy und des Départements Lot am Südufer der Dordogne. Martel liegt etwa zehn Kilometer in nordwestlicher Richtung. Der mittelalterliche Pilgerort Rocamadour befindet sich etwa 20 Kilometer südlich.

## Geschichte
Eine Pfarrkirche wurde bereits im 10. Jahrhundert erwähnt; Adhemar von Echelles unterstellte sie testamentarisch der Abtei von Tulle. Im 13. Jahrhundert übergab der Vizegraf von Turenne den Ort an einen seiner Getreuen. Im Hundertjährigen Krieg (1337–1453) und in den Hugenottenkriegen (1562–1598) erlitt der Ort Verwüstungen.

### Bevölkerungsentwicklung
| Jahr      | 1962 | 1968 | 1975 | 1982 | 1990 | 1999 | 2006 | 2010 | 2017 |
| Einwohner | 370  | 365  | 337  | 291  | 242  | 277  | 268  | 258  | 258  |

Im 19. Jahrhundert hatte Floirac zeitweise fast 1000 Einwohner; zu Beginn des 20. Jahrhunderts waren es noch etwa 700. Die Mechanisierung der Landwirtschaft und der daraus resultierende Verlust von Arbeitsplätzen sorgten in der Vergangenheit für einen deutlichen Bevölkerungsrückgang bis zum Tiefpunkt in den 1990er Jahren.

## Wirtschaft
Floirac war und ist noch immer in hohem Maße landwirtschaftlich geprägt, wobei auch die Viehzucht (Rinder, Schweine, Geflügel) eine wichtige Rolle spielt. Im Herbst spielen traditionell auch Trüffel, Nüsse, Esskastanien und Obst (Äpfel, Feigen etc.) eine wichtige Rolle bei der Versorgung der Menschen mit Nahrungsmitteln. Seit den 1960er Jahren trägt auch der Tourismus in Form der Vermietung von Ferienhäusern und -wohnungen (gîtes) zu den Einnahmen des Ortes bei.

## Sehenswürdigkeiten
- Die Kapelle Saint-Roch ist ein schlichter Bau mit einem kleinen Glockengiebel und einem spätgotischen, von einem Kielbogen bekrönten, Südportal aus dem 15. Jahrhundert. Die Kapelle ist seit 1925 als Monument historique anerkannt.[1]
- Die heutige Pfarrkirche (Église Saint-Georges) stammt aus dem 18. Jahrhundert. Die Kirche beeindruckt durch einen mächtigen Westturm. Die Innenraumgestaltung wurde im 19. Jahrhundert zusammengetragen. Das Kirchenbauwerk ist seit 1978 als Monument historique anerkannt.[2]
- Unmittelbar neben der Pfarrkirche steht ein imposanter mittelalterlicher Wach- und Wehrturm.
- Eine Scheune (grange) wurde dendrochronologisch ins 15. Jahrhundert datiert. Die Apsis des Bauwerks stellt es jedoch in eine Reihe mit späteren Bauten derselben Art in der Region.
- Über das Gemeindegebiet verteilt finden sich mehrere megalithische Großsteingräber (dolmen).

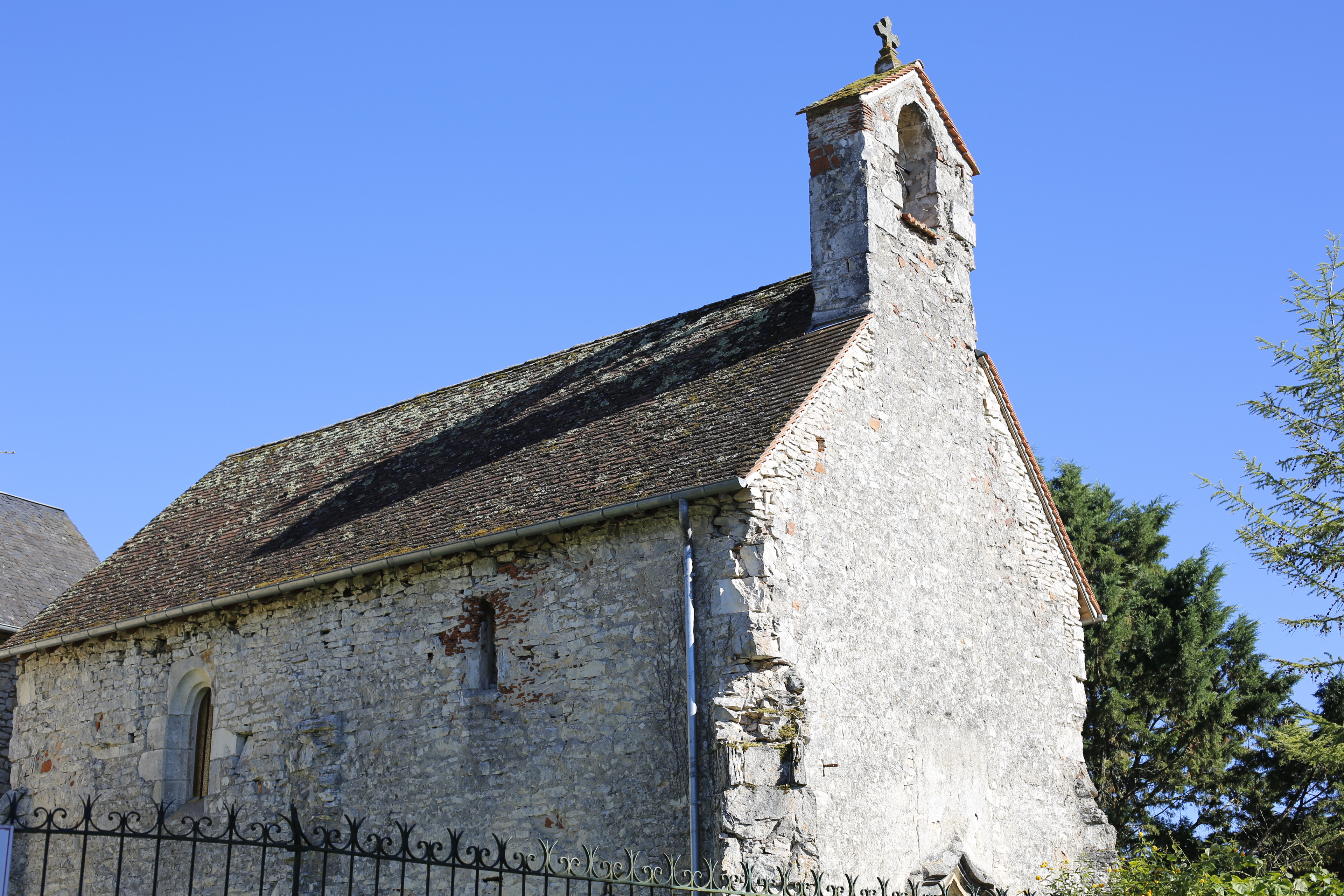
Kapelle Saint-Roch
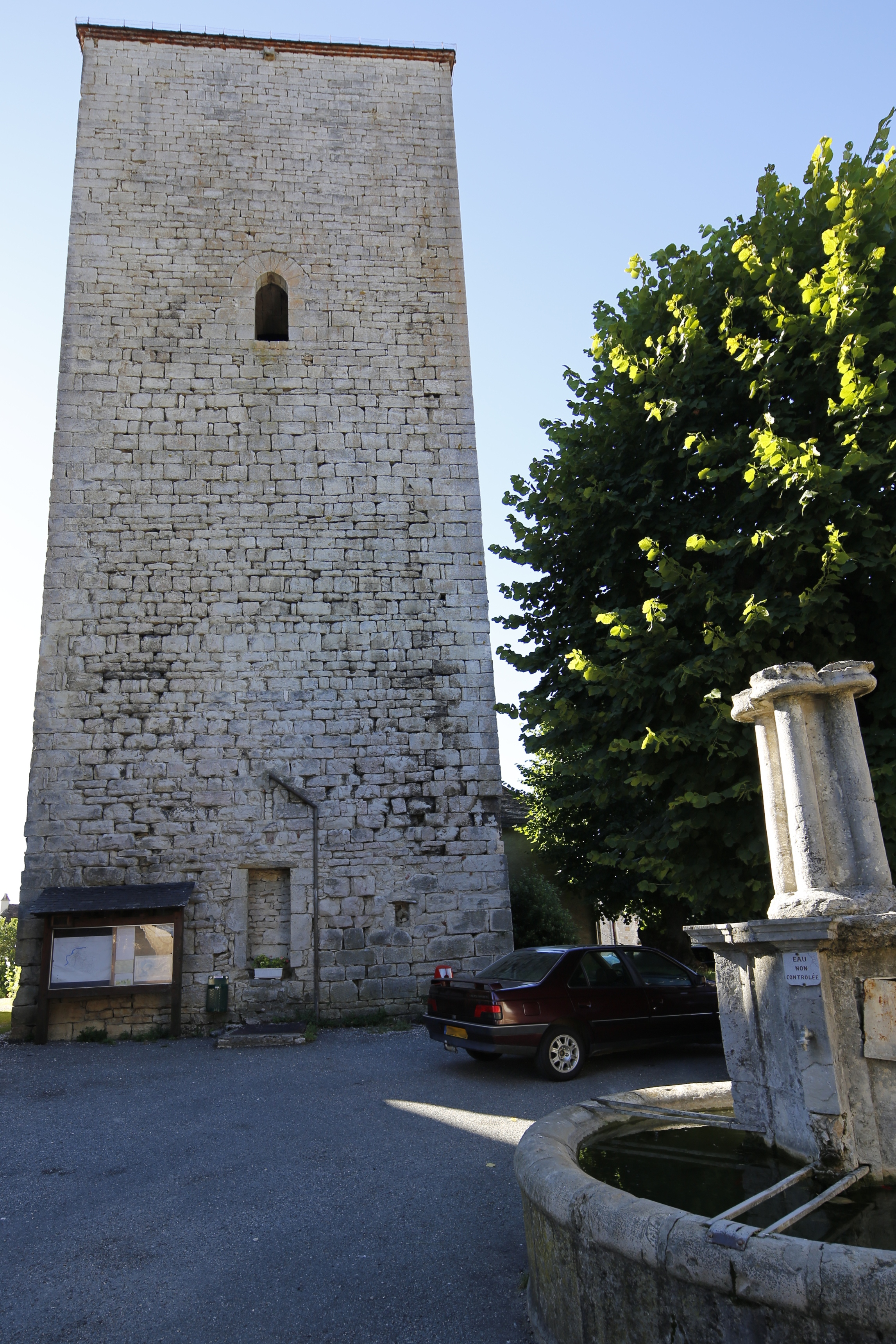
Wach- und Wehrturm
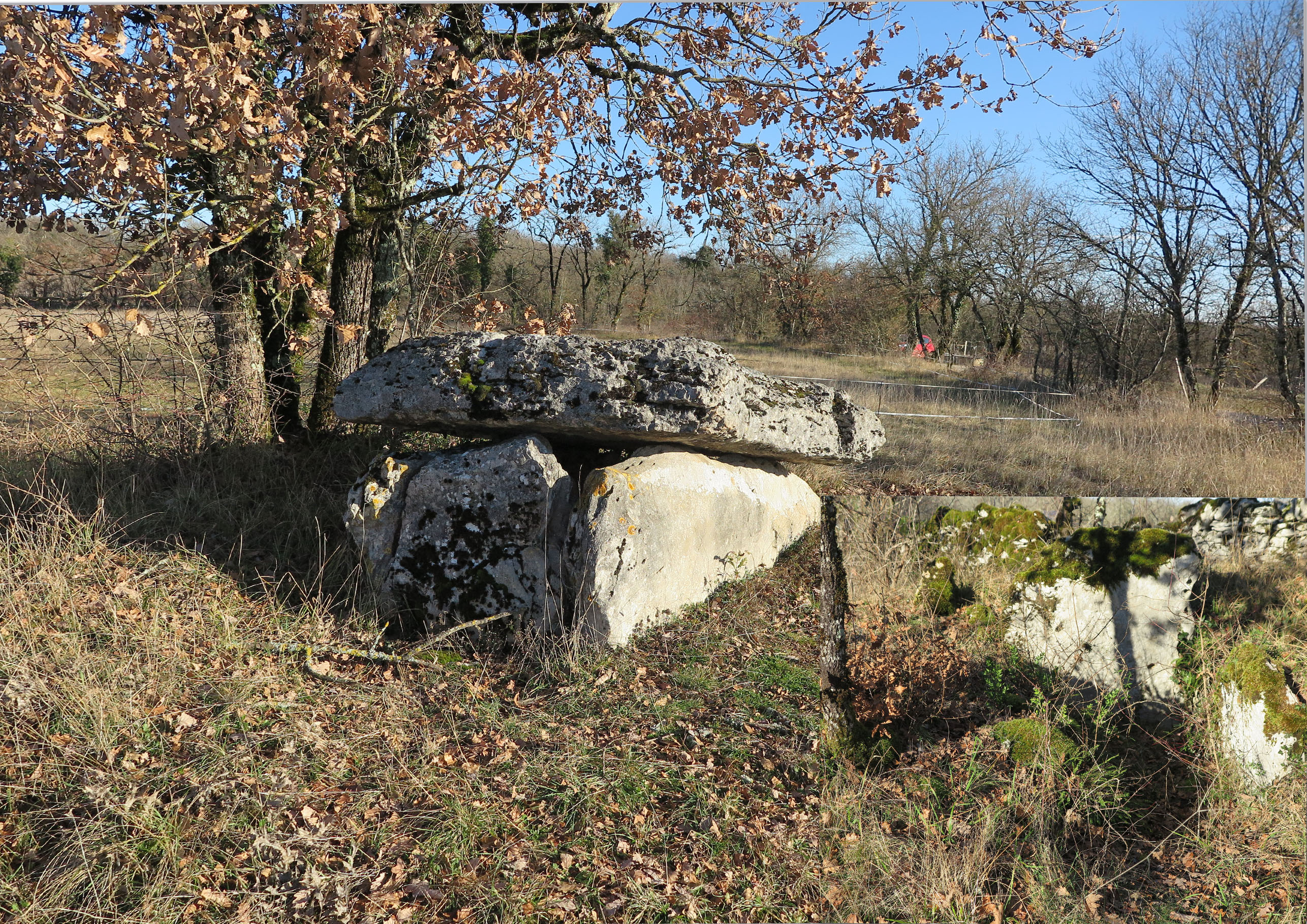
Dolmen von Candare
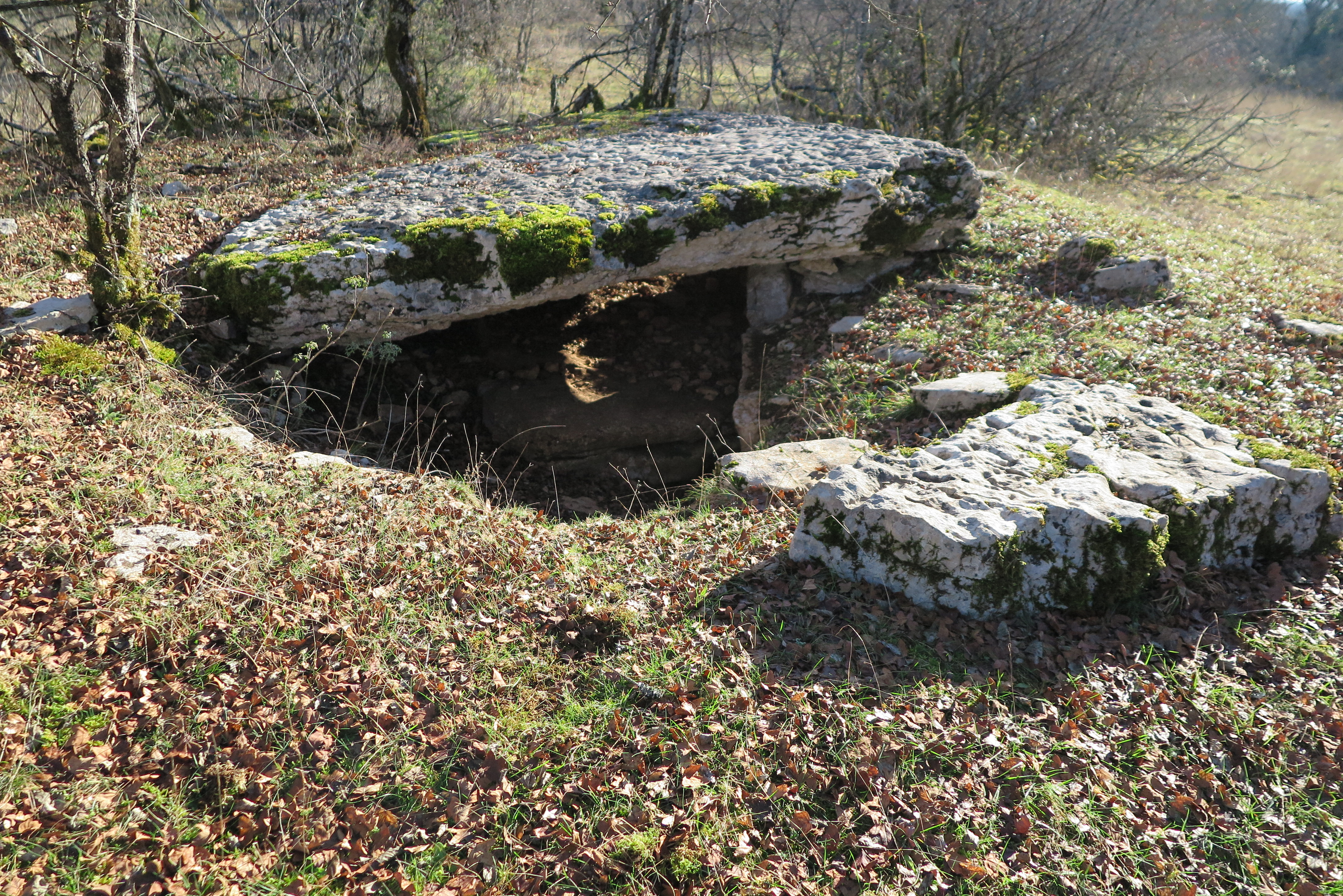
Dolmen von Pech Cayrou